# 熱帶豹蛺蝶
熱帶豹蛺蝶（学名：Argynnis tropicalis）为蛺蝶科豹蛺蝶屬下的一个种。

## 扩展阅读
- 維基物種上的相關：熱帶豹蛺蝶